# Planaeschna bachmaensis
Planaeschna bachmaensis är en trollsländeart som beskrevs av Karube 2002. Planaeschna bachmaensis ingår i släktet Planaeschna och familjen mosaiktrollsländor. IUCN kategoriserar arten globalt som otillräckligt studerad. Inga underarter finns listade i Catalogue of Life.